# Sebastian Christoph Jacob
Sebastian Christoph Jacob (* 27. Juni 1968 in Würzburg) ist ein deutscher Schauspieler, Synchronsprecher, Dialogbuchautor und -regisseur sowie Hörbuchsprecher und klassischer Gitarrist.

## Leben und Wirken

### Ausbildung
Sebastian Christoph Jacob begann seine künstlerische Laufbahn 1985 zunächst mit einer Hospitanz an der Komödie am Kurfürstendamm in Berlin. Danach nahm er Schauspiel- und Sprechunterricht bei Maria Körber und Joachim Kerzel und studierte anschließend an der Schauspiel-Akademie Zürich. Er erhielt seine Gesangsausbildung bei Jonathan Kinsler und Paul Späni. Sein Gitarrenstudium erfolgte unter anderem bei Klaus-Michael Krause, Laurie Randolph, Joachim Tospann und Gerald List.

### Wirken als Schauspieler
Als Theaterschauspieler hatte Jacob zunächst Engagements am Hansa-Theater Berlin und bei den Berliner Kammerspielen, wo er u. a. Peter Munk in Das kalte Herz, Melchior Gabor in Frühlings Erwachen sowie Christoph von Bleichenwang in Was ihr wollt spielte. Hans Neuenfels engagierte ihn für den Sommernachtstraum an die Staatlichen Schauspielbühnen Berlin, wo er u. a. als Flaut-Thisbe auf der Bühne stand. Nach der Auflösung des Ensembles durch die Schließung des Berliner Schillertheaters spielte er an der Hamburger Komödie, der Berliner Komödie, am Theater am Kurfürstendamm und am Staatsschauspiel Dresden. Er verkörperte zahlreiche klassische Rollen, darunter Mephistopheles im Urfaust, Filipetto in Herr im Haus bin ich unter der Regie von Jérôme Savary und Arthur Masham in Horst Bonnets Inszenierung von Das Glas Wasser. Später gastierte er nochmals an den Berliner Kammerspielen.
Im Fernsehen spielte er in den Produktionen Ein Mord für Quandt, Rosa Roth, Wolffs Revier, Im Namen des Gesetzes, Küstenwache, Praxis Bülowbogen, In aller Freundschaft und Abschnitt 40. 2011 spielte er in dem Kurzfilm Allein Petrus von Dietrich Toellner die Titelrolle des Simon Petrus. Internationale Filmauftritte folgten in dem deutsch-luxemburgischen Kinospielfilm Pipermint - Das Leben möglicherweise, und den US-amerikanischen Filmen Die Wannseekonferenz und Equilibrium.

### Synchronsprecher und Dialogregie
Jacob synchronisierte außerdem Schauspieler in zahlreichen internationalen Filmen unterschiedlichster Genres (über 1500 Sprechrollen) und spricht Hörbücher. Auch seine Gesangsstimme wird in deutschen Synchronisationen eingesetzt. Er führte Dialogregie für den spanischen Spielfilm Rojo Sangre, die mexikanische Krimikomödie Matando Cabos, den norwegischen Psychothriller Andreaskorset – The Crossing, die US-amerikanische Fernsehshowserie Criss Angel Mindfreak, die US-amerikanische Fernsehserie Life of Ryan und die Heidi-Klum-Castingshow Project Runway. Ebenso übernahm er die deutsche Synchronregie für die Fernsehserie Stuck in the Middle (USA). 2015 bis 2018 übernahm er die Stimme des gestiefelten Kater in der Serie Der gestiefelte Kater – Abenteuer in San Lorenzo. In der Zeichentrickserie SpongeBob Schwammkopf ist Jacob seit 2018 die Stimme von Plankton. Fünf Jahre später übernahm er in Ninjago: Aufstieg der Drachen die Rolle des Dorama.

### Wirken als Gitarrist
Zu Jacobs Repertoire als Gitarrist zählen Werke verschiedener Stilrichtungen, von der Renaissance, des Barock sowie der spanischen Romantik und Folklore bis hin zu Blues und Pop. Darunter Werke von Johann Sebastian Bach, Silvius Leopold Weiss. Alessandro Marcello und Alfonso Ferrabosco dem Jüngeren. Bei seinen Konzerten spielt er auch eigene Bearbeitungen und Transkriptionen. Er konzertiert als Solist und als Kammermusiker unter anderem am Theater Ansbach, im Casa Museo Manuel de Falla (Granada) und in der Klosterkirche der Abtei Maria Frieden Kirchschletten. Kirchenkonzerte führten ihn u. a. nach Spanien, wo er z. B. in der Capilla de Santa Catalina (Granada) und bei verschiedenen Konzertreihen auftrat. Mit einem jiddischen Liederabend konzertierte er 2019 im Prater der Berliner Volksbühne am Rosa-Luxemburg-Platz gemeinsam mit Naomi Krauss.

## Theaterrollen (Auswahl)
- Das kalte Herz von Wilhelm Hauff, Rolle: Peter Munk (Regie: Harald Reinke)
- Frühlings Erwachen, von Frank Wedekind, Rolle: Melchior Gabor (Regie: Dietrich Hilsdorf)
- Tote ohne Begräbnis von Jean-Paul Sartre, Rolle: Francois (Regie: Rüdiger Meyke)
- Der Zwerg Nase von Wilhelm Hauff, Rolle: Zwerg Nase (Regie: Harald Reinke)
- Was ihr wollt von William Shakespeare, Rolle: Junker von Bleichenwang (Regie: Dietrich Hilsdorf)
- Ein Sommernachtstraum von William Shakespeare, Rolle: Flaut-Thisbe (Regie: Hans Neuenfels)
- Herr im Haus bin ich von Carlo Goldoni, Rolle: Filipetto (Regie: Jérôme Savary)
- Das Glas Wasser von Eugène Scribe, Rolle: Arthur Masham (Regie: Horst Bonnet)
- Pünktchen und Anton von Erich Kästner, Rolle: Klepperbein (Regie: Astrid Kohrs)
- Six Degrees of Separation von John Guare, Rolle: Woody (Regie: Martin Wölffer)
- Weekend Comedy von Jeanne und Sam Bobrick, Rolle: Frank (Regie: Folke Braband)
- Faust ohne Gretchen von Curth Flatow, Rolle: Werner Voss (Regie: Jürgen Wölffer)
- Urfaust von Johann Wolfgang von Goethe, Rolle: Mephistopheles (Regie: Ralf Milde)

## Filmografie (Auswahl)
- 1997: Ein Mord für Quandt (TV-Serie)
- 2000: Gefährliche Träume – Das Geheimnis einer Frau
- 2000: Wolffs Revier (TV-Serie)
- 2000: Rosa Roth (TV-Reihe)
- 2000 Alex und Ali (Pilotfilm)
- 2001: Küstenwache – Duell auf See (TV-Serie)
- 2001: Conspiracy – The Meeting at Wannsee (TV-Movie)
- 2000–2001: Im Namen des Gesetzes (TV-Serie)
- 2002: Equilibrium (Kinospielfilm USA)
- 2002: Die Nacht in der ehrlich überhaupt niemand Sex hatte (TV-Movie)
- 2002: Pengo! Steinzeit! (TV-Serie)
- 2003: In aller Freundschaft (TV-Serie)
- 2004: Piper Mint – Das Leben Möglicherweise (Kinofilm)
- Neues vom Bülowbogen (TV-Serie)

## Hörbücher (Auswahl)
- 2014: Aric Davis: Guter Schmerz (Audible exklusiv)
- 2017: Coco – Lebendiger als das Leben! (Romanadaption), der Hörverlag, ISBN 978-3-8445-2603-5